# Duroc metróállomás
A Duroc egy metróállomás Franciaországban, Párizsban a párizsi metró 10-es és 13-as metróvonalán. Tulajdonosa és üzemeltetője a RATP.

## Metróvonalak
Az állomást az alábbi metróvonalak érintik:
- 10-es metróvonal
- 13-as metróvonal

## Kapcsolódó állomások
A metróállomáshoz az alábbi állomások vannak a legközelebb:
- Ségur (Boulogne – Pont de Saint-Cloud, 10-es metróvonal)
- Vaneau (Gare d’Austerlitz, 10-es metróvonal)
- Saint-François-Xavier (Les Courtilles, Saint-Denis – Université, 13-as metróvonal)
- Montparnasse – Bienvenüe (Châtillon - Montrouge, 13-as metróvonal)